# Liste du patrimoine mondial en Angola
Cet article recense les sites inscrits au patrimoine mondial en Angola.

## Statistiques
L'Angola ratifie la Convention pour la protection du patrimoine mondial, culturel et naturel le 7 novembre 1991.
En 2017, l'Angola compte un site inscrit au patrimoine mondial, culturel.
Le pays a également soumis 13 sites à la liste indicative, 12 culturels et 1 mixte :
- un ensemble de 3 églises et 7 forteresses datant de la période coloniale du pays, inscrites le 22 novembre 1996 ;
- 3 autres sites, soumis le 9 mai 2017.

## Listes

### Patrimoine mondial
Le site suivant est inscrit au patrimoine mondial.
| Site                                                               | Province | Type                  | Date | Superficie (ha) | Zone tampon (ha) | Lien | Notes                                                                                     | Coordonnées                     | Illus. |
| ------------------------------------------------------------------ | -------- | --------------------- | ---- | --------------- | ---------------- | ---- | ----------------------------------------------------------------------------------------- | ------------------------------- | ------ |
| Mbanza Kongo, vestiges de la capitale de l'ancien Royaume du Kongo | Zaïre    | Culturel, (iii), (iv) | 2017 | 89,29           | 622,16           | 1511 | Inscrit sur la liste indicative le 22 novembre 1996 sous le nom « Ruin of M'banza Kongo » | 6° 16′ 01″ sud, 14° 15′ 00″ est |        |

### Liste indicative
Les sites suivants sont inscrits sur la liste indicative.
| Site                                                        | Province                | Type                           | Date | Lien | Notes                                                                         | Coordonnées                      | Illus. |
| ----------------------------------------------------------- | ----------------------- | ------------------------------ | ---- | ---- | ----------------------------------------------------------------------------- | -------------------------------- | ------ |
| Citadelle de Kambambe (pt)                                  | Kwanza-Nord             | Culturel                       | 1996 | 926  | Inscrit sous le titre « Fortress of Kambambe »                                | 9° 44′ 52″ sud, 14° 29′ 14″ est  |        |
| Citadelle de Massangano (pt)                                | Kwanza-Nord             | Culturel                       | 1996 | 924  | Inscrit sous le titre « Fortress of Massanganu »                              | 9° 38′ 19″ sud, 14° 14′ 00″ est  |        |
| Citadelle de Muxima (pt)                                    | Bengo                   | Culturel                       | 1996 | 927  | Inscrit sous le titre « Fortress of Muxima »                                  | 9° 31′ 19″ sud, 13° 57′ 36″ est  |        |
| Citadelle de São Francisco do Penedo (pt)                   | Luanda                  | Culturel                       | 1996 | 923  | Inscrit sous le titre « Fortress of S. Francisco do Penedo »                  | 8° 46′ 23″ sud, 13° 17′ 10″ est  |        |
| Citadelle de São Miguel (pt)                                | Luanda                  | Culturel                       | 1996 | 921  | Inscrit sous le titre « Fortress of S. Miguel »                               | 8° 49′ 01″ sud, 13° 13′ 59″ est  |        |
| Citadelle de São Pedro da Barra (pt)                        | Luanda                  | Culturel                       | 1996 | 922  | Inscrit sous le titre « Fortress of S. Pedro da Barra »                       | 8° 46′ 43″ sud, 13° 17′ 10″ est  |        |
| Église Nossa Senhora da Conceiçào de Muxima (pt)            | Bengo                   | Culturel                       | 1996 | 928  | Inscrit sous le titre « Church of Nossa Senhora da Conceiçào da Muxima »      | 9° 31′ 15″ sud, 13° 57′ 35″ est  |        |
| Église Nossa Senhora da Victoria (en)                       | Kwanza-Nord             | Culturel                       | 1996 | 925  | Inscrit sous le titre « Church of Nossa Senhora da Victoria »                 | 9° 37′ 41″ sud, 14° 15′ 18″ est  |        |
| Église Nossa Senhora do Rosário                             | Kwanza-Nord             | Culturel                       | 1996 | 930  | Inscrit sous le titre « Church of Nossa Senhora do Rosario »                  | 9° 44′ 33″ sud, 14° 29′ 14″ est  |        |
| Fort de Kikombo                                             | Kwanza-Sud              | Culturel                       | 1996 | 929  | Inscrit sous le titre « Little Fort of Kikombo »                              | 11° 19′ 20″ sud, 13° 49′ 01″ est |        |
| Corredor do Kwanza - paysage culturel                       | Kwanza-Nord, Kwanza-Sud | Mixte, (iii), (v), (vi), (vii) | 2017 | 6250 | Inscrit sous le titre « Corredor do Kwanza – Paysage Culturel »               | 9° 19′ 16″ sud, 13° 10′ 08″ est  |        |
| Cuito Cuanavale, site de la Libération et de l'indépendance | Cuando-Cubango          | Culturel, (iii), (vi)          | 2017 | 6252 | Inscrit sous le titre « Cuito Cuanavale, Site de Libération et Independence » | 15° 10′ 08″ sud, 19° 10′ 23″ est |        |
| Site archéologique de Tchitundu-Hulu (pt)                   | Namibe                  | Culturel, (iii), (v)           | 2017 | 6251 | Inscrit sous le titre « Site Archéologique de Tchitundu-Hulu »                | 15° 56′ 17″ sud, 12° 52′ 37″ est |        |